# Hymne à la jeunesse
L'Hymne à la jeunesse, ou Fière Haïti, est un chant écrit en 1938 à la suite d'un concours du Ministère de l'Éducation.
Quand nos Aïeux brisèrent leurs entraves ; premier hymne national du pays jusqu'en 1904, date où il fut remplacé par l'actuel hymne national : La Dessalinienne.

## Historique
Fière Haïti, connue aussi sous le nom d'Hymne à la jeunesse, est écrite en 1937 à la suite d'un concours du Ministère de l'Éducation. Depuis 1938, ce chant patriotique est chanté tous les 18 mai, lors de la fête du drapeau d'Haïti. Il est également chanté lors de la levée des drapeaux, notamment dans les écoles. Le texte est une composition d'Édouard Antonin Tardieu. La musique est de Baptiste Desaix.

## Paroles
|                                         | Hymne à la jeunesse : Fière Haïti    |                                     |
| --------------------------------------- | ------------------------------------ | ----------------------------------- |
| 1. Nous te voulons chère patrie,        |                                      | 5. Déployons-là notre bannière      |
| Puissante et forte, à tous les yeux,    | (Refrain)                            | Qu'elle rayonne à tout jamais,      |
| Nous te voulons terre bénie,            |                                      | Dans la clarté, dans la lumière     |
| Digne à jamais de nos aïeux             | 3. Allons debout fière jeunesse      | D'une Haïti croissant en paix...    |
| Libre et prospère ils t'ont léguée      | Pour protéger notre drapeau          | Et s'il nous faut faire la guerre,  |
| A leurs enfants, nous qui t'aimons      | Il nous faudra lutter sans cesse     | Sans crainte et peur, sans lâcheté  |
| Avec ardeur dans la mêlée,              | Notre idéal il est bien beau,        | Nous irons tous comme à Vertières   |
| Pour ton salut nous lutterons           | N'ayons pas peur, plein d'espérance  | Combattre pour la liberté           |
|                                         | Marchons toujours vers l'avenir,     |                                     |
| (Refrain) :                             | Marchons toujours avec constance,    | (Refrain final) :                   |
| C'est nous jeunesse étudiante,          | Si nous voulons ne point faiblir.    | Nous sommes la race vaillante       |
| C'est nous les grands, nous les petits, |                                      | Nous sommes les fils des titans     |
| Demain la gloire d'Haïti                | (Refrain)                            | D'Haïti les fiers conquérants,      |
| les cœurs joyeux, l'âme fervente,       |                                      | Nourris de leur gloire éclatante,   |
| Toujours en avant nous irons,           | 4. Oui, pour l'honneur de notre race | Toujours en avant nous irons,       |
| La tête altière et haut les fronts.     | Il nous en faut des hommes forts     | La tête altière et haut les fronts. |
|                                         | Tous de l'élite ou de la masse,      |                                     |
| 2. En avant tous, et d'un pied ferme,   | Unissons-nous dans cet effort,       |                                     |
| Car nous voulons faire sentir           | Pour rénover notre patrie            |                                     |
| Que par-dessous notre épiderme,         | Que tes enfants soient vigoureux     |                                     |
| Coule un sang pur, prêt à jaillir       | Belle Haïti, mère chérie,            |                                     |
| Pour te laver, pour te défendre         | Toujours vaillants comme nos preux!  |                                     |
| De toute injure à ton renom,            |                                      |                                     |
| A tous ceux-là qui veulent tendre       | (Refrain)                            |                                     |
| A te salir on dira non!                 |                                      |                                     |

## Traduction en créole haïtien
Cette traduction est extrait du livre «Istwa Drapo / Histoire du Drapeau», écrit par Gérard-Marie Tardieu.
|                                      | Im pou Jenès la: Fyète Dayiti      |                                       |
| ------------------------------------ | ---------------------------------- | ------------------------------------- |
| 1. Nou vle fè ou Ayiti cheri         |                                    | 5. Ann fè flote drapo nou an          |
| Byen djanm byen fò devan tout pèp ,  | (Refren an)                        | Pou l pavwaze atoujamè,               |
| Nou deside fè w tè beni nou an ,     |                                    | Gran jou nan gran limyè ki byen klere |
| Yon fyète pou zansèt nou yo          | 3. Annou kanpe avèk fyète          | Nan peyi nou ki vle lapè ...          |
| Yon peyi lib, yon tè ki byen rich    | Pou nou defann drapo nou an        | Epi si nou ta jwenn lagè,             |
| Bèl eritaj yo te ban nou             | Nou dwe toutan kontinye ap lite    | Gason vanyan ak fanm vanyan           |
| Ak tout renmen ak tout fòs kè nou ,  | Ideyal nou s on bèl bagay,         | Nou tout n a kouri tounen Vètyè       |
| N ape travay pou n sove ou.          | Pa gen perèz gen bon kou lespwa    | Batay pou n kore libète n.            |
|                                      | Annou mache pou pi devan,          |                                       |
| (Refren an) :                        | Annou mache san nou pa lage,       | (Refren final) :                      |
| Se nou menm jèn k ap etidye lekòl ,  | Si nou vle pou nou pa febli.       | Nou se yon pèp ki toujou byen vanyan  |
| Se nou menm gwo ak piti yo           |                                    | Nou se pitit yon ras ki djanm         |
| Demen yon glwa pou Ayiti,            | (Refren an)                        | Yo te libere Ayiti,                   |
| Ak kè kontan ak tout fòs nanm nou,   |                                    | Ann vlope nou nan glwa zansèt yo,     |
| Toujou n ap vanse pi devan           | 4. Wi pou lonè, diyite ras nou,    | Annou mache men nan lamen ,           |
| Avèk fyète tèt nou byen wo.          | Nou dwe genyen pitit manbre        | Avèk fyète tèt nou byen wo            |
|                                      | Pitit lelit, pitit mas pèp nou an, |                                       |
| 2. An nou mache avèk vigè,           | Ann mete men nan konbit sa a,      |                                       |
| Paske nou vle tout moun konnen       | Pou n remete Patri nou kanpe,      |                                       |
| Anba po nou ak nan tout venn kò nou, | Se fanm vanyan, gason vanyan       |                                       |
| Yon san k vanyan ape ponpe           | Bèl Ayiti, bèl manman cheri,       |                                       |
| Epi n pare pou defann ou             | Se moun brav sa yo ou bezwen!      |                                       |
| Devan tout vye bagay ki lèd,         |                                    |                                       |
| Anpil moun ta ka ba w pou pote       | (Refren an)                        |                                       |
| Men sa nou di byen fò se non.        |                                    |                                       |